# Aquilegia gracillima
Aquilegia gracillima är en ranunkelväxtart som beskrevs av K.H. Rechinger. Aquilegia gracillima ingår i släktet aklejor, och familjen ranunkelväxter. Inga underarter finns listade i Catalogue of Life.